# Doriand
Cet article possède un paronyme, voir Dorian.
Ne doit pas être confondu avec Julien Lescarret.
 (mars 2021).
Si vous disposez d'ouvrages ou d'articles de référence ou si vous connaissez des sites web de qualité traitant du thème abordé ici, merci de compléter l'article en donnant les références utiles à sa vérifiabilité et en les liant à la section « Notes et références ».
Laurent Lescarret, dit Doriand, est un chanteur, auteur-compositeur-interprète et réalisateur français, né le 4 mai 1972 à Libourne (Gironde).
Il a démarré avec le succès Au diable le paradis en 1996 et publié cinq albums.

## Biographie

### Enfance et adolescence
Il passe son enfance à Saint-Médard-en-Jalles en Gironde. Il suit ses études à Bordeaux au lycée Montesquieu, puis à la faculté d’anglais de Talence, et à la Chambre de commerce et d’industrie de Bordeaux, tout en préparant un CD autoproduit Je te hais sous le nom de « Dorian ». Ce CD lui servira à démarcher quelques maisons de disques.

### Les débuts
En 1994, il travaille avec Hugues Ducamin sur plusieurs chansons, dont une Au diable le paradis, qui convaincra, en 1995, le label Rosebud dirigé par Alan Gac et épaulé par Barclay/Universal. Ce titre produit par Volodia et Marc Collin est l'un des succès de l'été 1996.

### Carrière
Tout en assurant la promotion du titre Au diable le paradis, Doriand part enregistrer à Londres son premier album Contact, écrit avec Marc Collin. D'autres singles sortiront ensuite : Paris sur la braise, À ton contact, Métamorphose. Il fait ensuite une série de concerts dont une date parisienne au café de la Danse.
La collaboration avec Marc Collin se poursuit avec l'écriture de plusieurs chansons pour le disque d'Helena Noguerra Projet : bikini qui parait en 1998 et une chanson La Mauvaise Herbe pour la BO du film Les Kidnappeurs. Doriand se concentre alors sur l'écriture de son second album et fait appel au groupe Les Valentins, Marc Collin, -M- et Katerine.
L'album Sommets trompeurs sort en 1999 porté par les singles L'Accès, L'Eau minérale, cocomposé avec Régis Ducatillon, et Le Centre du monde. Doriand fait une tournée Fnac et des dates parisiennes au Hammam Café avec comme guitariste Peter Von Poehl. Jacno, Édith Fambuena, Helena Noguerra viendront interpréter des chansons en duo avec lui.
En 2001, il enregistre un single inédit Deux mots à te dire produit par le producteur Suédois Tore Johansson (Cardigans, Franz Ferdinand...) et commence à écrire des chansons avec Peter Von Poehl pour son prochain disque. Parallèlement, il écrit les paroles de plusieurs titres du groupe L5 dont le tube Toutes les femmes de ta vie en collaboration avec Maïdi Roth. Le groupe vend plus de trois millions de disques en France.
En 2003, il réalise et enregistre avec Peter Von Poehl à Malmö son troisième album Le Grand Bain, qui contient un duo avec Keren Ann L'Âge des saisons. Le tournage d'un film-portrait Doriand avec un "d" à la fin est réalisé par Isabelle Cottenceau cette même année. L'album Le Grand Bain (Mercury) sort en 2004, en plusieurs éditions limitées (CD/DVD, Vinyle/CD...) avec deux inédits Trois filles dans mon lit et Sous le cerisier (titre composé par son frère Julien Lescarret). L'album est porté par le single Aucune personnalité qui fait l'objet d'un court métrage MK2 dont est extrait le clip. En novembre 2004, il fait trois dates à l'Opus café (Paris), une série de concerts Fnac, accompagné de Peter Von Poehl. Il écrit pour des artistes telles que Pauline Croze (M'en voulez-vous ?) ou Keren Ann avec qui il coécrit le texte Midi  dans le salon de la duchesse sur l'album Nolita.
En 2005, il part en tournée en première partie de Keren Ann dans toute la France. La même année, il réalise et enregistre un album pour l'une de ses idoles, Lio, entre Malmö et Berlin avec Peter von Poehl. Il demande à Bruno Villedieux de réaliser le clip du titre Johnny Flyer, deuxième extrait de l'album Le Grand Bain. Un troisième extrait de l'album, L'Echiquier, est clippé par  Fabien Remblier, mais le clip reste inédit à ce jour.
Dites au prince charmant, l'album de Lio, sort le 2 janvier 2006 (Recall)  Doriand cosigne 8 titres dont le premier single Les hommes me vont si bien.
En 2007, il collabore avec Alain Bashung. Pendant plusieurs mois, Doriand et Alain Bashung travaillent sur des chansons, dont deux seront enregistrées à ICP et ne paraîtront finalement qu'en 2018 dans l'album posthume En amont.
En 2008, Doriand signe l'adaptation Française du tube Grace Kelly de Mika. Lors des Francofolies de La Rochelle, Mika invite Doriand à chanter en duo avec lui sur une reprise des Champs-Élysées. Cette même année, il écrit l'adaptation française de Little Things (Ces petits riens)[réf. nécessaire] pour Colbie Caillat, participe au tribute Tombés pour Daho (reprise de Tombé pour la France), compose une musique sur un texte de Richard Morgiève Mon petit garçon pour le livre-disque Fantaisie littéraire, sorti en 2008.

### La confirmation
En 2009, il coécrit et coréalise avec Keren Ann un album pour Emmanuelle Seigner Dingue (sortie le 8 février 2010) incluant deux duos : l'un avec Iggy Pop, La Dernière pluie, et le second avec Roman Polanski, Qui êtes-vous. Il interprète sur l'album de Guillaume Cantillon le titre On aimerait bien en duo et playlisté sur beaucoup de radios. Doriand cosigne également avec Edith Fambuena Les bords de mer pour Julien Doré, qui est un single extrait de son premier album Ersatz. Il reprend en duo avec Keren Ann La Question (Françoise Hardy) sur la BO du film Thelma, Louise et Chantal.
Au printemps 2010, sort l'album de Camélia Jordana dont Doriand a écrit les paroles du premier single, Non non non (Écouter Barbara) qui est un véritable succès.
En 2010, avec Keren Ann, il coréalise un disque pour Sylvie Vartan intitulé Soleil bleu. Le duo écrit également quatre titres pour cet album dont le premier single Je me détacherai sur lequel Doriand chante avec Sylvie Vartan sur les refrains.

### 2011-2020
En juillet 2011, il coécrit et cocompose Elle me dit le nouveau tube avec Mika chanté en français. À la demande des fans, Mika adapte ce titre en anglais : Emily, qui figure dans la sortie mondiale du 3e album de MIKA, The Origin of Love. Il y aura aussi 3 nouveaux inédits en Français (Mika-Doriand) : Karen, L'amour dans le mauvais temps et Un soleil mal luné.
Le 10 octobre 2011, il sort son quatrième album Lieu-dit, dont le premier single s'appelle Ici et qui est suivi du deuxième single La Recette du clafoutis parfait. Le troisième extrait de cet album est La Belle Endormie, dont le clip est tourné en Islande par Yannick Saillet.
En 2013, il écrit avec Rémi Lacroix la chanson Le Rendez-vous pour la gagnante de La Voix Valérie Carpentier qui est numéro 1 au Québec.
En 2014, il co-écrit avec Mika le tube Boum boum boum qui compte parmi les quatre titres en français de l'album No Place in Heaven (sortie en juin 2015) avec L'amour fait ce qu'il veut, J'ai pas envie et Les baisers perdus.
En 2015, il écrit la version en français d'Open Season (Une autre saison) pour Josef Salvat qui est numéro 1 des radios. Il écrit Des lustres pour l'album Beau Futur de  Benjamin Schoos.
En 2016, il écrit l'adaptation Je ne suis qu'un homme pour Mans Zelmerlow qui est également en tête des classements radio. Il écrit pour Olivier Dion Si j'étais son soleil.
En 2017, il écrit l'adaptation française de Time on Earth (Le Rôle de ta vie) pour Robbie Williams.
En 2018, il participe à la conception du nouvel album de Michel Polnareff, Enfin !, en co-signant quatre titres avec l'artiste (Grandis pas, Longtime, Terre Happy et Dans ta playlist (c'est ta chanson)).
Il écrit Nos âmes à l’abri et La mariée des roseaux avec Alain Bashung dix ans plus tôt et ces deux titres se retrouvent dans l’album posthume En amont.
En 2020 sort le cinquième album de Doriand, Portraits, où il reprend sept titres originellement écrits par lui pour des interprètes (Mika, Julien Doré, Sylvie Vartan, Alain Bashung, Michel Polnareff, Camélia Jordana...), tandis que des interprètes comme Mika, Keren Ann, Lio, Brigitte ou Philippe Katerine reprennent sept titres qu'il interprétait lui-même sur ses albums. S'y ajoute l'inédit Danser entre hommes chanté en trio avec Mika et Philippe Katerine.

## Discographie

### Albums et EP
- 1996 : Au diable le Paradis (EP) (Barclay)
- 1996 : Contact (Barclay)
- 1999 : Sommets trompeurs (Barclay)
- 2004 : Le Grand Bain (Mercury)
- 2011 : Lieu-dit (Kwaidan Records)
- 2020 : Portraits (Kwaidan Records/Studio !K7)

### Singles
- 1993 : Je te hais
- 1996 : Au diable le paradis
- 1996 : Paris sur la braise
- 1997 : À ton contact
- 1997 : Métamorphose
- 1998 : L'accès
- 1999 : L'eau minérale
- 1999 : Le centre du monde
- 2001 : Deux mots à te dire
- 2004 : Aucune personnalité
- 2005 : Johnny Flyer
- 2006 : Les filles que j'aime
- 2008 : Tombé pour la France (extrait de l'album hommage Tombés pour Daho)
- 2009 : On aimerait bien, en duo avec Guillaume Cantillon
- 2010 : La question, en duo avec Keren Ann (reprise de Françoise Hardy sur la BO du film Thelma, Louise et Chantal
- 2011 : Ici
- 2011 : La Recette du clafoutis parfait
- 2012 : La Belle endormie
- 2012 : Des camions de lilas
- 2012 : Danser entre hommes
- 2023 : Himalaya

### Clips
- Au diable le paradis
- À ton contact
- L'Eau minérale
- Aucune personnalité
- Johnny Flyer
- L'Echiquier
- On aimerait bien
- Ici
- La Belle Endormie

### Réalisation d'albums
- Le Grand Bain (Doriand) avec Peter Von Poehl
- Dites au prince charmant (Lio) avec Peter Von Poehl
- Dingue (Emmanuelle Seigner) avec Keren Ann
- Soleil bleu (Sylvie Vartan) avec Keren Ann